# Olympia (estádio)
Olympia é o estádio da equipe do Helsingborgs, da cidade de Helsingborg na Suécia e tem capaciade para 17100 torcedores.